# Syllepte lanatalis
Syllepte lanatalis là một loài bướm đêm trong họ Crambidae.